# Кузня Вулкана
«Кузня Вулкана» (ісп. Apolo en la Fragua de Vulcano) — картина іспанського художника Дієго Веласкеса, яка написана у 1630, зберігається в Національному музеї Прадо (Іспанія).

## Історія
Це одна з небагатьох картин Веласкеса на міфологічний сюжет, що склала пару іншому великому полотну на біблійну тему, а саме, «Брати Йосипа приносять одяг Якову» (Ескуріал). Обидві картини були написані під час першої подорожі художника в Італію в 1630 в будинку римського графа Монтеррея за Папи Урбана VIII. Відомо, що під час перебування в Римі Веласкес швидко влився в культурне середовище міста, отримав доступ до колекцій, що належали римській знаті. Таким чином, за невеликий час, перебуваючи під враженням від прекрасних творів живопису, він створив власні шедеври. Дійсно, в картині відчутні відголоски аристократично-нервових композицій Пуссена і Гвідо Рені — майстрів болонської школи. Будучи, однак, зачарованим знаменитими зразками живопису, Веласкес все ж зміг передати у своїх полотнах живу цікавість по відношенню до всього природного і натурального. Ця цікавість ще більше зміцнилася в ньому в Римі після огляду Караваджо і його послідовників.

## Опис
На картині зображений прихід Аполлона до кузні Вулкана, якому молодий бог розповідає про зраду своєї дружини Венери з Марсом. Новина викликає подив навіть у помічників бога-коваля, які якраз старанно кували зброю для бога війни.
Голова Аполлона, сяючого перламутром шкіри, оточена ореолом променів, які, як здається, висвітлюють кузню і підкреслюють образ сонячного бога. Лавровий вінок — улюблений атрибут Аполлона після того, як німфа Дафна перетворилася в цю рослину, щоб сховатися від його любові.
Коваль зображений спиною до глядача, можливо, самий академічний елемент цієї сцени. Будова тіла і м'язова твердість пози нагадують численні приклади героїчної скульптури, в той час як кучері і бакенбарди взяті у сучасних ковалів. В оригіналі міфу помічниками Вулкана в кузні були циклопи, одноокі гіганти.
Крім привабливої сили оголених тіл, картина містить фрагменти чудових натюрмортів: ковальські інструменти, зброю в процесі виготовлення, невеликий керамічний глечик на камінній полиці.